# Sophona lemoulti
Sophona lemoulti is een vlinder uit de familie wespvlinders (Sesiidae), onderfamilie Tinthiinae.
Sophona lemoulti is voor het eerst wetenschappelijk beschreven door Le Cerf in 1917. De soort komt voor in het Neotropisch gebied.